# Консультативний висновок щодо законності застосування або погрози застосування ядерної зброї
Законність застосування або погрози застосування ядерної зброї (1996) — знакова справа в міжнародному праві, в якій Міжнародний суд ООН дав консультативний висновок про те, що, хоча погроза ядерною зброєю або її застосування, як правило, суперечить міжнародному гуманітарному праву, не можна зробити висновок, чи буде така погроза або застосування ядерної зброї законною в екстремальних обставинах, коли на карту поставлено саме виживання держави.
Суд постановив, що не існує жодного джерела міжнародного права, яке б прямо дозволяло або забороняло погрозу або застосування  ядерної зброї, але така погроза або застосування повинні відповідати Статуту ООН і принципам міжнародного гуманітарного права. Суд також дійшов висновку, що існує загальне зобов'язання домагатися щодо ядерного роззброєння.
3 вересня 1993 року Всесвітня організація охорони здоров'я звернулася із запитом про надання висновку, але спершу отримала відмову, оскільки ВООЗ діяла за межами своїх компетенцій. Тому Генеральна Асамблея ООН зробила запит на ще один висновок у грудні 1994 року, який був прийнятий Судом у січні 1995 року. Визначивши незаконність застосування ядерної зброї, Суд також обговорив належну роль міжнародних судових органів, консультативну функцію Міжнародного суду ООН, міжнародне гуманітарне право (jus in bello) та норми, що регулюють застосування сили (jus ad bellum). Було досліджено статус «підходу Лотоса» та застосовано концепцію non liquet. Були обговорені також стратегічні питання, такі як законність практики ядерного стримування або значення 4 статті Договору про нерозповсюдження ядерної зброї 1968 року
Питання можливості загрози застосування ядерної зброї у збройному конфлікті було порушене 30 червня 1950 року представником Нідерландів у Комісії міжнародного права (КМП) Жаном П'єром Адріаном Франсуа , який припустив, що це «саме по собі було б кроком вперед» In addition, the Polish government requested this issue to be examined by the ILC as a crime against the peace of mankind.. Крім того, польський уряд звернувся до КМП з проханням розглянути це питання як злочин проти миру та людства. Однак розгляд цього питання було відкладено протягом холодної війни.
Новий Договір про ліквідацію ракет середньої і меншої дальності (РСМД) - це угода між урядами США і Росії про обмеження розгортання ядерних балістичних ракет. Будучи підписаним у 2010 році і набувши чинності 5 лютого 2011 року, російський уряд мав сім років, щоб виконати вимоги, встановлені договором. У 2021 році дію договору було продовжено ще на п'ять років - до 2026 року.

## Запит Всесвітньої організації охорони здоров'я
Спершу запит на консультативний висновок з цього питаня був сформульований Всесвітньою організацією охорони здоров'я (ВООЗ) 3 вересня 1993 року:
З огляду на наслідки для здоров'я і навколишнього середовища, чи буде застосування ядерної зброї державою під час війни або іншого збройного конфлікту порушенням її зобов'язань за міжнародним правом, в тому числі за Статутом ВООЗ?.
Міжнародний суд ООН розглядав запит ВООЗ у справі, відомій як «Законність застосування державою ядерної зброї у збройному конфлікті» (Загальний список № 93), а також відомий як «Справа про ядерну зброю ВООЗ», у період з 1993 по 1996 рік. МС ООН встановив 10 червня 1994 року крайнім терміном для подання письмових заяв, але після отримання великої кількості письмових та усних заяв пізніше продовжив його до 20 вересня 1994 року. Після розгляду справи Суд відмовився надати консультативний висновок щодо питання ВООЗ. 8 липня 1996 року 11 голосами проти 3 він постановив, що це питання не підпадає під сферу діяльності ВООЗ, як того вимагає стаття 96(2) Статуту ООН.

## Запит Генеральної Асамблеї ООН
15 грудня 1994 року Генеральна Асамблея ООН прийняла резолюцію A/RES/49/75K, в якій просила Міжнародний Суд терміново надати консультативний висновок з наступного питання:
Чи дозволяється міжнародним правом погроза ядерною зброєю або її застосування за будь-яких обставин?
- Генеральна Асамблея Організації Об'єднаних Націй.
Резолюція, подана до Суду 19 грудня 1994 року, була прийнята 78 державами, які проголосували «за», 43 - «проти», 38 - «утрималися» і 26 - «не голосували».
Генеральна Асамблея розглядала можливість поставити подібне питання восени 1993 року за ініціативи Руху неприєднання (РНП), який, зрештою, не просунув свій запит того року. Наступного року РНП став більш охочим, після того, як низка ядерних держав подали письмові заяви в рамках провадження  ВООЗ, в яких висловили чітку позицію про те, що ВООЗ не має компетенції в цьому питанні. Згодом Суд визначив 20 червня 1995 року датою подання письмових заяв.
Загалом 42 держави взяли участь у письмовій фазі слухань, що є найбільшою кількістю, яка коли-небудь приєднувалась до розгляду справи в Суді. З п'яти оголошених ядерних держав (P5) лише Китайська Народна Республіка не брала участі в слуханнях. З трьох «порогових» ядерних держав брала участь лише Індія. Багато  учасників були державами, що розвиваються, які раніше не брали участі у розгляді справ у Міжнародному суді ООН, що, можливо, є відображенням безпрецедентного інтересу до цього питання та зростаючої готовності держав, що розвиваються, брати участь у міжнародних судових процесах у «постколоніальний» період.
Усні слухання проходили з 30 жовтня по 15 листопада 1995 року. Учасниками були 22 держави, а саме : Австралія, Єгипет, Франція, Німеччина, Індонезія, Мексика, Іран, Італія, Японія, Малайзія, Нова Зеландія, Філіппіни, Катар, Російська Федерація, Сан-Марино, Самоа, Маршаллові Острови, Соломонові Острови, Коста-Рика, Великобританія, США, Зімбабве, а також ВООЗ. Секретаріат ООН не був присутнім на слуханнях, але подав до Суду досьє з поясненням історії резолюції 49/75K. Кожній державі було надано 90 хвилин для виступу. 8 липня 1996 року, майже через вісім місяців після завершення усного етапу, Міжнародний Суд виніс свій висновок.

## Рішення Міжнародного суду ООН

### Склад Суду
МС ООН складається з п'ятнадцяти суддів, які обираються на дев'ятирічний термін Генеральною Асамблеєю ООН та Радою Безпеки ООН. За консультативним висновком до суду можуть звернутися лише конкретні організаційні системи ООН, і, відповідно до Статуту суду, ці рішення не є обов'язковим до виконання.

### Стримування і «загроза»
Суд розглянув питання про стримування, яке передбачає погрозу застосувати ядерну зброю за певних обставин до потенційного супротивника або ворога. Чи була така погроза незаконною? Суд вирішив (деякі судді не погодилися), що якщо погроза удару у відповідь пов’язана з військовою необхідністю і є пропорційною, то вона не обов'язково буде незаконною. (Рішення, пп. 37-50)

### Законність володіння ядерною зброєю
Потім суд розглянув законність володіння ядерною зброєю, на противагу її фактичному застосуванню. Суд проаналізував різні договори, включаючи Статут ООН, і не знайшов жодних договірних формулювань, які б імперативно забороняли володіння ядерною зброєю.
Статут ООН був розглянутий в параграфах 37-50 (параграф 37: «Суд тепер розгляне питання про законність або незаконність застосування ядерної зброї в світлі положень Статуту, що стосуються загрози силою або її застосування»). У пункті 39 зазначається: «Ці положення [тобто положення Хартії] не стосуються конкретних видів зброї. Вони застосовуються до будь-якого застосування сили, незалежно від того, яка зброя використовується. Хартія прямо не забороняє і не дозволяє використання будь-якої конкретної зброї, в тому числі ядерної. Зброя, яка вже є незаконною сама по собі, чи то за договором, чи то за звичаєм, не стає законною через те, що вона використовується з легітимною метою згідно з Хартією».
Договори були розглянуті в параграфах 53-63 (параграф 53: «Отже, Суд повинен дослідити, чи існує будь-яка заборона на застосування ядерної зброї як такої; він спочатку з'ясує, чи існує конвенційний припис на цей рахунок»), як частина права, що застосовується в ситуаціях збройного конфлікту (параграф 51, перше речення): «Розглянувши положення Статуту, що стосуються погрози силою або її застосування, Суд тепер звернеться до права, що застосовується в ситуаціях збройного конфлікту"). Зокрема, щодо «висунутого аргументу про те, що ядерна зброя повинна розглядатися так само, як і хімічна зброя», Суд дійшов висновку, що «Суду не здається, що застосування ядерної зброї може розглядатися як спеціально заборонене на підставі [...] положень Другої Гаазької декларації 1899 року, Положення, доданого до IV Гаазької конвенції 1907 року, або Протоколу 1925 року» (пункти 54 і 56)». Дехто також стверджував, що Гаазькі конвенції, які стосуються застосування бактеріологічної або хімічної зброї, також застосовуються до ядерної зброї, але Суд не зміг прийняти цей аргумент («Суд не знаходить жодної конкретної заборони на застосування ядерної зброї в договорах, що прямо забороняють використання певних видів зброї масового знищення», пункт 57).
Щодо договорів, які «стосуються [...] виключно придбання, виробництва, володіння, розгортання та випробування ядерної зброї, не розглядаючи конкретно загрозу її застосування або використання», Суд зазначає, що ці договори «безумовно, вказують на зростаюче занепокоєння міжнародного співтовариства щодо цієї зброї; з цього Суд робить висновок, що ці договори можуть розглядатися як такі, що передбачають майбутню загальну заборону використання такої зброї, але самі по собі вони не є такою забороною» (п. 62). Крім того, щодо регіональних договорів про заборону ресурсів, а саме договорів Тлателолко (Латинська Америка) і Раротонга (південна частина Тихого океану), Суд зазначає, що хоча вони «свідчать про зростаюче усвідомлення необхідності усунення спільноти держав і міжнародної громадськості від небезпек, пов'язаних з існуванням ядерної зброї», «він [тобто Суд], однак, не розглядає ці елементи як такі, що становлять всеосяжну і універсальну конвенційну заборону застосування або загрози застосування цієї зброї як такої». (п. 63).
Міжнародне звичаєве право також не надало достатніх доказів того, що володіння ядерною зброєю стало загально вважатися незаконним.
Зрештою, суд не зміг знайти opinio juris (тобто правового консенсусу), що володіння ядерною зброєю є незаконним. (параграф 65) Однак на практиці ядерна зброя не застосовувалася у війні з 1945 року, і існують чисельні резолюцій ООН, які засуджують її використання (однак такі резолюції не користуються загальною підтримкою - зокрема, ядерні держави заперечують їх). (параграфи 68-73) МС ООН не дійшов висновку, що ці факти демонструють нове і чітке звичаєве право, яке абсолютно забороняє ядерну зброю.
Однак існує багато універсальних гуманітарних законів, які застосовуються до війни. Наприклад, для комбатанта незаконно цілеспрямовано атакувати цивільне населення, а певні види зброї, що завдають невибіркової шкоди, категорично заборонені.
Всі держави дотримуються цих правил, що робить їх частиною міжнародного звичаєвого права, тому суд постановив, що ці закони також застосовуються до використання ядерної зброї. (п. 86) Суд вирішив не висловлюватися з приводу того, чи може застосування ядерної зброї бути законним, якщо воно здійснюється як крайній засіб в екстремальних обставинах (наприклад, якщо саме існування держави перебуває під загрозою). (п. 97)

### Рішення
Суд провів сім окремих голосувань, і всі вони були прийняті:.
1. Суд вирішив задовольнити запит про надання консультативного висновку;.
2. Суд відповів, що «ні в звичаєвому, ні в конвенційному міжнародному праві не існує конкретного дозволу на погрозу ядерною зброєю або її застосування»;
3. Суд відповів, що «ні в звичаєвому, ні в конвенційному міжнародному праві не існує всеосяжної і універсальної заборони погрози ядерною зброєю або її застосування як такої»;
4. Суд відповів, що «Погроза силою або застосування сили за допомогою ядерної зброї, що суперечить пункту 4 статті 2 Статуту Організації Об'єднаних Націй і не відповідає всім вимогам статті 51, є незаконною»;
5. Суд відповів, що «погроза ядерною зброєю або її застосування також має бути сумісною з вимогами міжнародного права, що застосовується під час збройного конфлікту, зокрема, з принципами і нормами гуманітарного права, а також з конкретними зобов'язаннями за договорами та іншими зобов'язаннями, які прямо стосуються ядерної зброї».
6. Суд відповів, що «погроза або застосування ядерної зброї, як правило, суперечить нормам міжнародного права, що застосовуються під час збройного конфлікту, і, зокрема, принципам і нормам гуманітарного права; однак, з огляду на сучасний стан міжнародного права і наявні в його розпорядженні фактичні дані, Суд не може зробити остаточний висновок про те, чи була б погроза або застосування ядерної зброї законною або незаконною в екстремальних обставинах самооборони, коли було б поставлено під загрозу саме виживання держави».
7. Суд відповів, що «існує зобов'язання вести добросовісно і довести до кінця переговори, що ведуть до ядерного роззброєння в усіх його аспектах під суворим і ефективним міжнародним контролем».

### Розділене рішення
Єдине рішення, яке суттєво розділилося, стосувалося питання про те, чи «суперечить нормам міжнародного права погроза або застосування ядерної зброї під час збройного конфлікту», не включаючи «в екстремальних обставинах самооборони, коли під загрозу  поставлено саме виживання держави».
Однак троє з семи суддів, які були проти  (а саме, суддя Шахабуддін з Гайани, суддя Вірамантрі зі Шрі-Ланки і суддя Корома зі Сьєрра-Леоне) написали окремі думки, пояснивши, що причиною їхньої незгоди є їхня думка про те, що не існує жодних винятків за жодних обставин (в тому числі, коли йдеться про забезпечення виживання держави) із загального принципу, згідно з яким використання ядерної зброї є незаконним. Четвертий незгодний, суддя Ода з Японії, висловив свою незгоду здебільшого спираючись на те, що  Суд просто не повинен був братися за цю справу.
Віце-президент Швебель у своїй особливій позиції зазначив, що
Не можна погодитися з тим, що застосування ядерної зброї в таких масштабах, які призведуть - або можуть призвести - до загибелі багатьох мільйонів людей у невибірковому пеклі і через далекосяжні радіоактивні опади, матимуть згубні наслідки в просторі і часі і зроблять непридатною для життя більшу частину або всю Землю, може бути законним».
І Хіггінс зазначила, що вона не
виключає можливості того, що така зброя може бути незаконною посилаючись на гуманітарне право, якщо її застосування ніколи не буде відповідати його вимогам.
Тим не менш, висновок Суду не містив остаточного і категоричного висновку про те, що за існуючого на той час стану міжнародного права погроза або застосування ядерної зброї в екстремальних обставинах самооборони, коли під загрозою стоїть саме виживання держави, обов'язково буде незаконною в усіх можливих випадках. Однак у своєму рішенні суд одностайно роз'яснив, що держави світу мають обов'язок вести добросовісні переговори про ядерне роззброєння і досягти його.

## Реакція міжнародної спільноти

### Сполучене Королівство
Уряд Сполученого Королівства оголосив про плани щодо оновлення  британської ядерної зброї - ракетної системи «Трайдент». Уряд опублікував білу книгу «Майбутнє ядерного стримування Сполученого Королівства», в якій стверджує, що оновлення повністю сумісне з договірними зобов'язаннями Сполученого Королівства та міжнародним правом. Ці аргументи підсумовані в брифінгу у формі запитань і відповідей, опублікованому Постійним представником Великої Британії на Конференції з роззброєння.
- Чи законна заміна «Трайдент» згідно з Договором про нерозповсюдження ядерної зброї (ДНЯЗ)? Поновлення системи «Трайдент» повністю відповідає нашим міжнародним зобов'язанням, в тому числі щодо роззброєння. ...
- Чи несумісне збереження сил стримування зі статтею VI ДНЯЗ? ДНЯЗ не встановлює жодних термінів для ядерного роззброєння. Він також не забороняє підтримувати або оновлювати існуючі сили і засоби. Поновлення існуючої системи «Трайдент» повністю відповідає ДНЯЗ і всім нашим міжнародно-правовим зобов'язанням. ...

Біла книга «Майбутнє ядерного стримування Сполученого Королівства» протистоїть двом юридичним висновкам. Перший, який був виданий на запит організації Peacerights, який був наданий 19 грудня 2005 року Рабіндером Сінгхом, королівським адвокатом, і професором Крістін Чінкін з Matrix Chambers. У ній розглядалися питання
чи порушує «Трайдент» або ймовірна заміна «Трайденту» звичаєве міжнародне право.
Спираючись на висновки Міжнародного суду ООН, Сінгх і Чінкін стверджували, що:
Використання системи «Трайдент» порушило б міжнародне звичаєве право, зокрема тому, що воно супиречило б «непорушній» [принципу міжнародного звичаєвого права] вимозі про те, що необхідно проводити різницю між комбатантами і некомбатантами.
Другий юридичний висновок був наданий на запит Грінпіс Філіпом Сендсом, королівським адвокатом, та Хелен Лоу, також з Matrix Chambers, 13 листопада 2006 р. У висновку розглядалися наступні питання
сумісність з міжнародним правом, зокрема, jus ad bellum, міжнародним гуманітарним правом («МГП») і статтею VI Договору про нерозповсюдження ядерної зброї («ДНЯЗ»), поточної стратегії Великої Британії щодо використання системи «Трайдент»... Сумісність з МГП розгортання нинішньої системи «Трайдент»...[і] сумісність з МГП і статтею VI ДНЯЗ наступних варіантів заміни або модернізації «Трайдент»: (а) посилення можливостей наведення на ціль; (б) підвищення гнучкості потужності; (в) поновлення нинішніх можливостей протягом більш тривалого періоду".
Щодо jus ad bellum, Сендс і Лоу дійшли висновку, що
Враховуючи руйнівні наслідки, притаманні використанню нинішньої ядерної зброї Великої Британії, ми вважаємо, що тест на пропорційність навряд чи буде виконаний, за винятком випадків, коли існує загроза самому виживанню держави. На нашу думку, «життєво важливі інтереси» Великої Британії, як вони визначені в Стратегічному оборонному огляді, значно ширші, ніж ті, знищення яких загрожує виживанню держави. Застосування ядерної зброї для захисту таких інтересів, швидше за все, буде непропорційним, а отже, незаконним згідно зі статтею 2(4) Статуту ООН.
Фраза «саме виживання держави» є прямою цитатою з пункту 97 рішення Міжнародного суду ООН. Що стосується міжнародного гуманітарного права, вони встановили, що
важко уявити будь-який сценарій, в якому використання «Тризуба» в його нинішньому вигляді могло б відповідати заборонам МГП щодо невибіркових нападів і непотрібних страждань. Крім того, таке використання з високою ймовірністю призвело б до порушення принципу нейтралітету.
Нарешті, посилаючись на ДНЯЗ, Сендс і Лоу дійшли висновку, що
а) Розширення політики стримування для включення запобігання неядерним атакам з метою виправдання заміни або модернізації Трайдентів виглядає несумісним зі статтею VI; б) Спроби виправдати модернізацію або заміну Трайдентів як страховку від невизначених майбутніх загроз виглядають несумісними зі статтею VI; c) Посилення здатності націлювання або гнучкості системи Трайдент, ймовірно, буде несумісним зі статтею VI; d) Продовження або заміна Трайдент з тими ж можливостями, ймовірно, буде несумісним зі статтею VI; і e) У кожному випадку така несумісність може призвести до суттєвого порушення ДНЯЗ.